# 676 v.Chr.
Het jaar 676 v.Chr. is een jaartal volgens de christelijke jaartelling.

## Gebeurtenissen

### Assyrië
- Koning Esarhaddon houdt het Assyrische leger paraat bij het Taurus-gebergte.
- De Kimmeriërs en Scythen dreigen het Assyrische Rijk binnen te vallen.
- Esarhaddon verslaat de Meden een bondgenoot van de Mannaeërs.

### China
- Koning Hui Wang regeert over de Zhou-dynastie.